# Rajavartiolaitos
La Guardia di frontiera finlandese (in finlandese Suomen Rajavartiolaitos, in svedese Finska Gränsbevakningsväsendet) è l'agenzia finlandese responsabile della protezione dei confini, della conduzione di operazioni di ricerca e soccorso e della lotta ai danni ambientali in mare. È un corpo militare dipendente dal Ministero dell'interno.

## Storia
La Guardia di frontiera fu istituita il 21 marzo 1919 per controllare i confini della Finlandia con personale trasferito dalle forze di difesa finlandesi.
Nel 1930 venne istituita la Guardia costiera finlandese per combattere il contrabbando via mare e sul lago Ladoga causato dal proibizionismo. Durante la seconda guerra mondiale la Guardia costiera venne accorpata alla marina e nel 1945 venne fusa con la Guardia di frontiera.
Durante la guerra d'inverno e la guerra di continuazione la Guardia di confine venne accorpata all'esercito e venne schierata lungo il confine con l'Unione Sovietica. Il 1º dicembre 1944 la Guardia di frontiera tornò ad esercitare il controllo diretto dei confini, in precedenza di competenza dell'esercito. Durante la guerra di Lapponia la Guardia di frontiera venne impiegata per proteggere i territori sottratti ai tedeschi.
Nel secondo dopoguerra la Guardia di frontiera venne sviluppata militarmente a causa delle minacce di un nuovo conflitto e di disordini interni, ma a partire dal 1947 iniziò ad essere riorganizzata come una forza in tempo di pace.

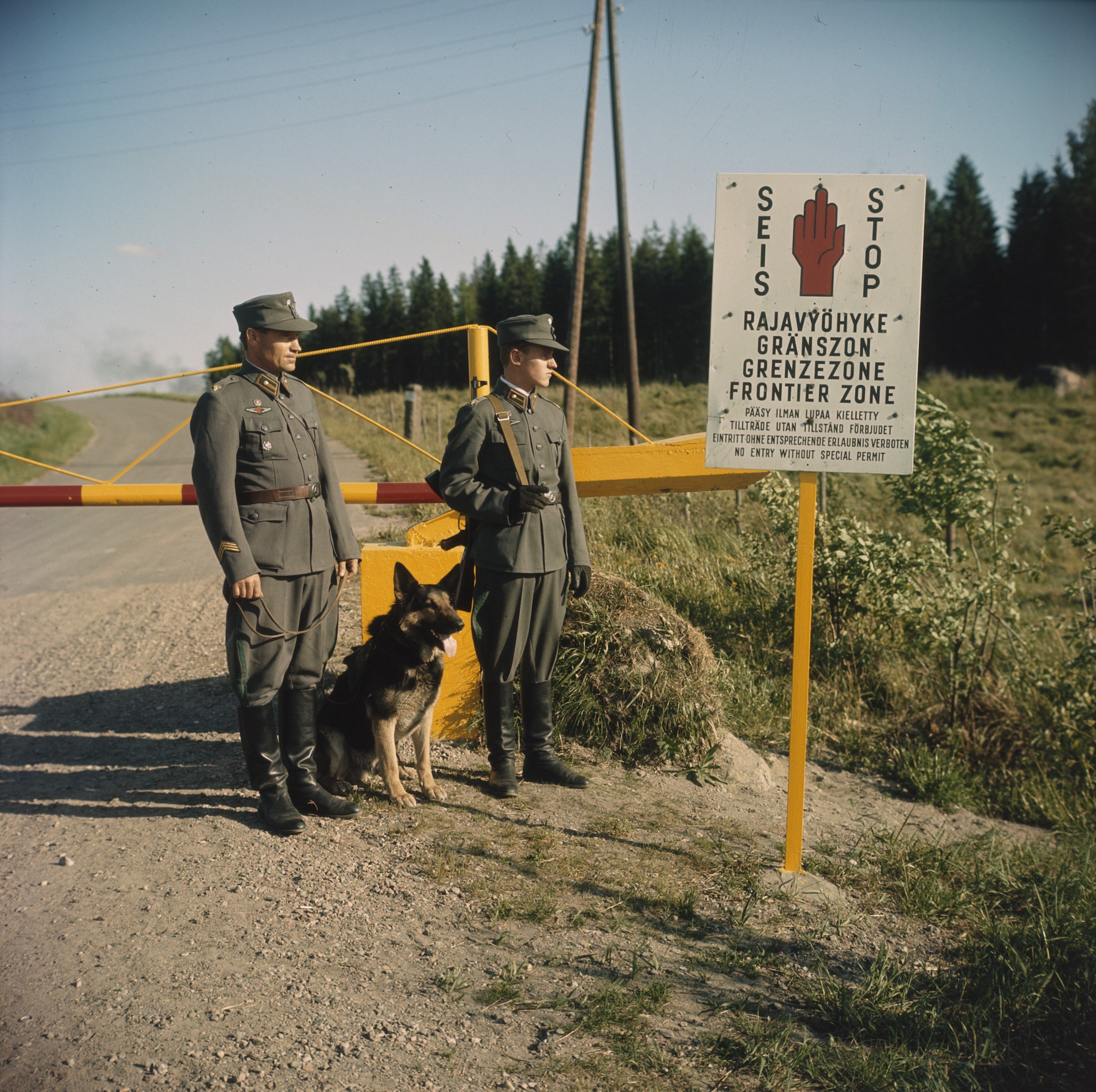
Due guardie di frontiera lungo il confine con l'Unione Sovietica nel 1967

## Organizzazione

Distribuzione geografica delle unità amministrative della Guardia di frontiera

La Guardia di frontiera è composta dal comando, dall'Accademia della guardia di frontiera e costiera, che ha sede centrale a Imatra, e da 7 unità amministrative:
- Guardia di frontiera della Lapponia
- Guardia di frontiera del Kainuu
- Guardia di frontiera della Carelia Settentrionale
- Guardia di frontiera della Finlandia sudorientale
- Guardia marittima del Golfo di Finlandia
- Guardia marittima della Finlandia Occidentale
- Squadrone di pattuglia aerea

La Guardia di frontiera dipende dal Ministero dell'Interno per questioni amministrative e dal Presidente della Repubblica finlandese per gli aspetti militari, compresa la nomina del personale. In situazioni di crisi la Guardia di frontiera può essere assegnata completamente o parzialmente alle forze di difesa finlandesi.

## Flotta

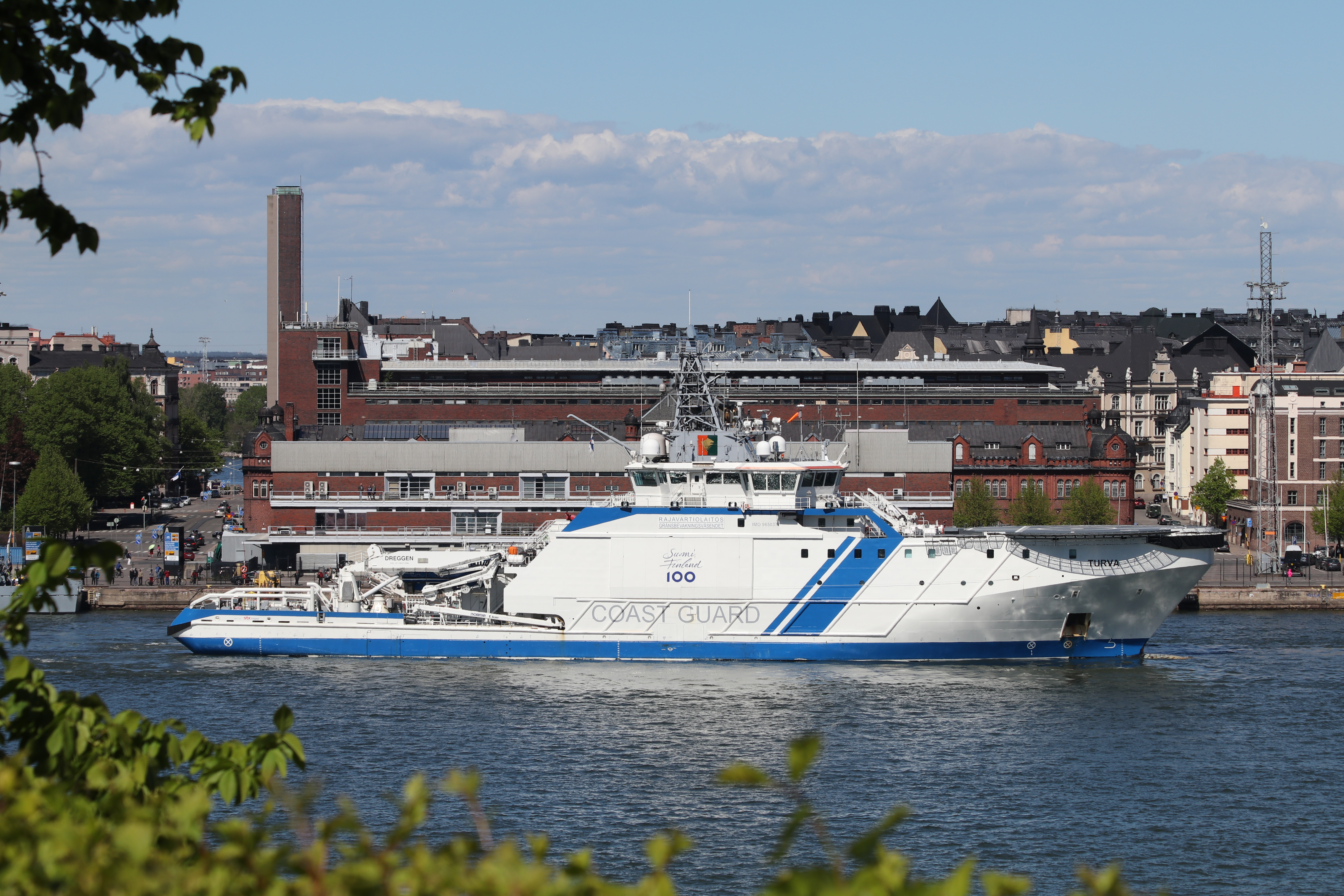
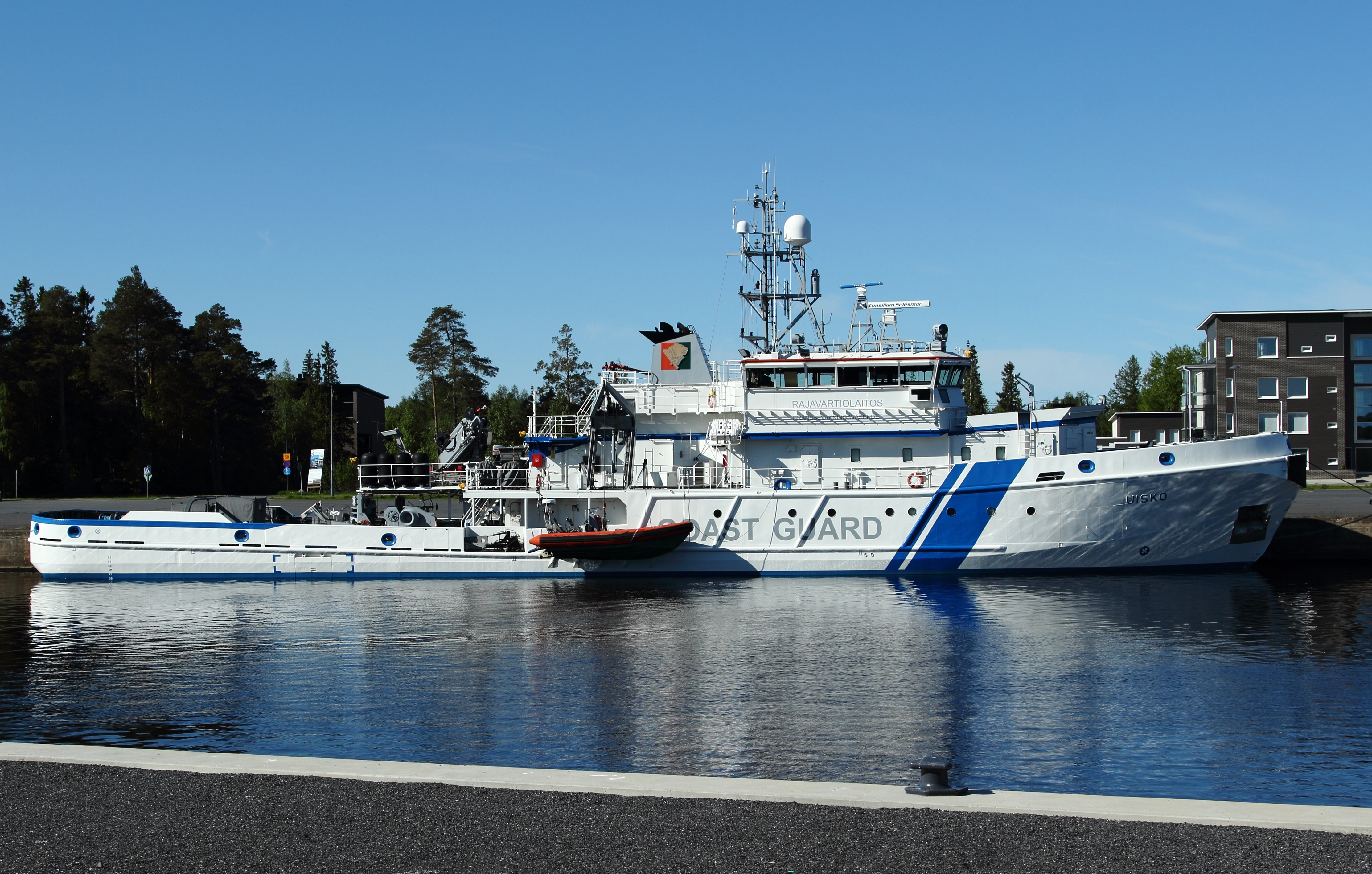
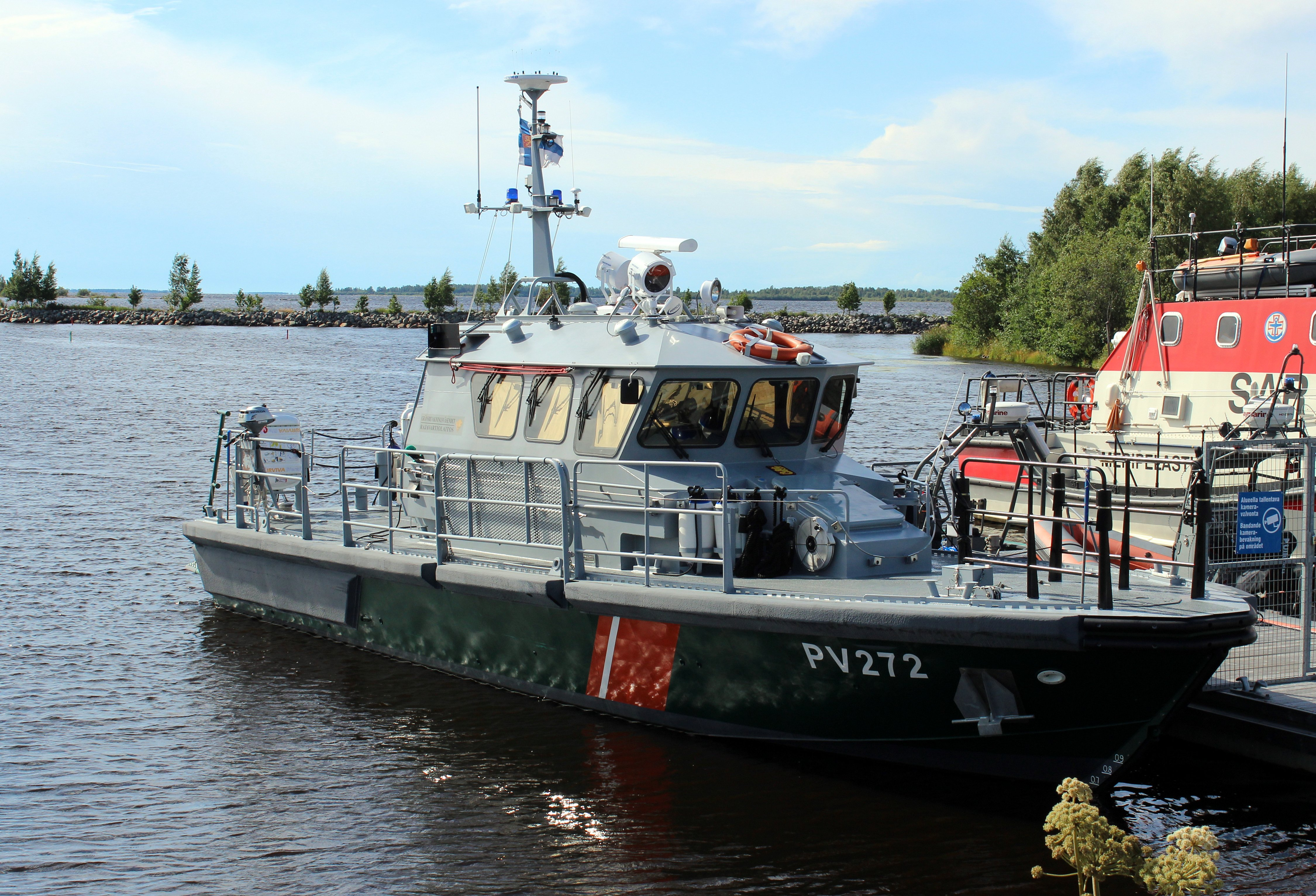
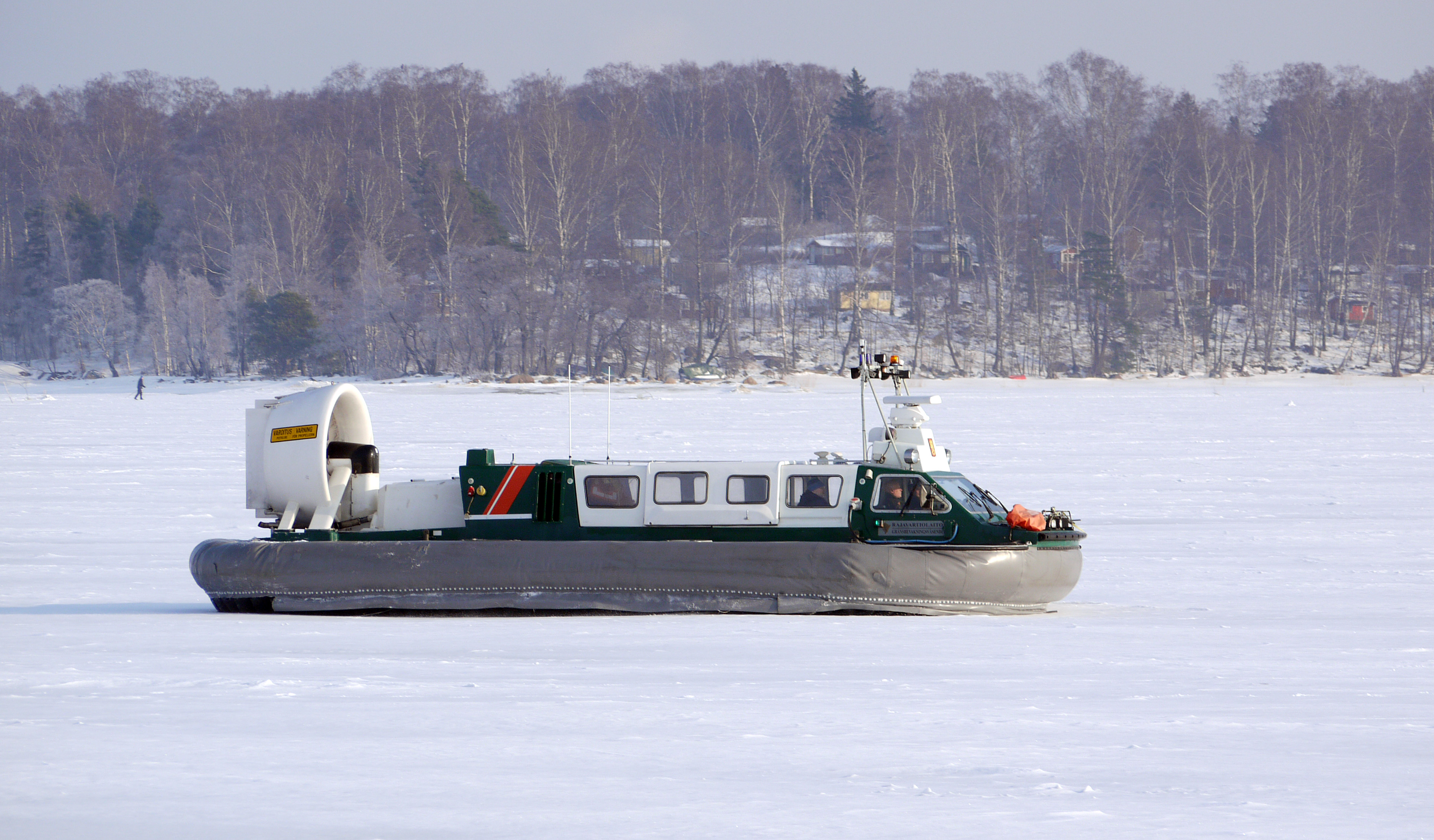

- 3 pattugliatori:
  - VL Turva
  - VL Tursas
  - VL Uisko
- 40 motovedette
- 26 RHIB
- 6 hovercraft

## Mezzi aerei
| Aeromobile                        | Origine            | Tipo                              | Versione                | In servizio (2023) | Note                                                                                                  | Immagine |
| Aerei da pattugliamento marittimo |                    |                                   |                         |                    | |          |
| Dornier Do 228                    | Germania           | Aereo da pattugliamento marittimo | Do 228-212              | 2                  | In servizio dal 1995.                                                                                 |          |
| Bombardier CL-650                 | Canada             | Aereo da pattugliamento marittimo | CL-650                  | 0                  | 2 Challenger 650 selezionati a giugno 2024.                                                           |          |
| Elicotteri                        |                    |                                   |                         |                    | |          |
| AgustaWestland AW119              | Italia             | Elicottero utility                | AW119 Ke                | 4                  | 4 ordinati nel 2008 e consegnati tra il 2010 e il 2011.                                               |          |
| Bell 412                          | Stati Uniti Italia | Elicottero utility                | 412EP AB-412SP AB-412EP | 1 2                | 5 consegnati tra il 1985 e il 1999. 2 AB-412SP e 1 Bell 412SP ammodernati a 412EP a partire dal 2010. |          |
| Airbus Helicopters H215           | Francia            | Elicottero utility                | H215                    | 5                  | 3 AS332L1 consegnati tra il 1987 e il 1991 ed aggiornati ad H215, 2 H215 consegnati nel 2016.         |          |